# Ella Müller
Ella Müller (* 23. August 1912 in Bremen; † nach 1975) war eine deutsche Politikerin (SPD). Sie war Mitglied der Bremischen Bürgerschaft. 
Beruflich war sie als Angestellte in Bremen tätig.
Sie war Mitglied der SPD Bremen im Ortsverein Walle und von 1959 bis 1975 für die SPD  16 Jahre lang Mitglied der Bremischen Bürgerschaft und in verschiedenen Deputationen und Ausschüssen der Bürgerschaft tätig. Sie war von 1963 bis 1975 Schriftführerin der Bürgerschaft.  